# Jerry Dammers
Jerry Dammers (Jeremy David Hounsell Dammers; ur. 22 maja 1955 r. w Ootacamund w Indiach) – brytyjski muzyk i kompozytor, najbardziej znany jako założyciel, lider, klawiszowiec i kompozytor angielskiego zespołu ska The Specials (The Specials AKA).
Był członkiem The Specials w latach 1977-1984. Jest autorem lub współautorem większości klasycznego materiału The Specials (m.in. "Too Much Too Young", "(Dawning of A) New Era", "Little Bitch", "Nite Klub", "Blank Expression", "Gangsters", "Nelson Mandela", "Ghost Town").
Jest też założycielem wytwórni płytowej 2 Tone Records, która działała w latach 1979 - 86. Jest ona odpowiedzialna za powstanie tzw. "drugiej fali ska" nazywanej też "erą 2 Tone".

## Dyskografia z The Specials
- Specials (1979)
- More Specials (1980)
- In the Studio (1984)
- The Singles Collection (1991)
- Live At The Moonlight Club (1992)
- Live: Too Much Too Young (1992)
- The Coventry Automatics Aka The Specials: Dawning Of A New Era (1993)
- Stereo - Typical: A's, B's And Rarities (2000)

## Odznaczenia
- Srebrny Order Towarzyszy O. R. Tambo (Południowa Afryka, 2014)[2]